# Pato Fu
Pato Fu è un gruppo musicale brasiliano di indie rock, rock alternativo e rock sperimentale.

## Storia
La band è stata fondata a Belo Horizonte dalla cantante Fernanda Takai, dal chitarrista John Ulhoa e dal bassista Ricardo Koctus nel settembre 1992. Ulhoa e la Takai, che dal 1995 sono anche marito e moglie, portano avanti parallelamente carriere soliste. Della formazione attuale fanno ancora oggi parte i tre fondatori, insieme ad altri due membri; nel tempo vi sono stati numerosi avvicendamenti (fra gli ex elementi si deve menzionare il chitarrista e pianista André Abujamra, figlio dell'attore Antonio Abujamra, poi uscito per intraprendere una carriera di cantante solista). Il nome del gruppo si ricollega al gatto dei fumetti Garfield, che attacca il postino con le sue tecniche "Cat Fu". La band ha fatto quindi suo il gioco di parole, trasformando però il Gato ("gatto") in Pato ("anatra"). Coincidenza o no, l'espressione era apparsa in precedenza anche nella traduzione brasiliana del termine "quack-fu" nel film Howard e il destino del mondo.
Il primo album, Rotomusic de liquidificapum, è stato pubblicato nel 1993 con buoni riscontri: la band ha ottenuto poi fama planetaria col disco Música de brinquedo (2010), le cui canzoni sono stare realizzate esclusivamente con strumenti giocattolo. Quest'originale lavoro ha fatto sì che la rivista Time abbia inserito la band tra le migliori dieci del mondo. 
Nel 2015, il loro album Não pare pra pensar - contenente anche un duetto con Ritchie, Pra Qualquer Bicho - è stato nominato per il 16° Latin Grammy Awards nella categoria "Miglior album rock brasiliano".

## Stile
I Pato Fu hanno sempre puntato sul rock alternativo, ma ricorrendo spesso a elementi di musica sperimentale che rimandano ad album incisi dal celebre gruppo Os Mutantes. La loro musica attinge molto anche da Radiohead, Pizzicato Five, Super Furry Animals e vari altri gruppi. 

## Formazione

### Membri attuali
- Fernanda Takai - voce, chitarra acustica, chitarra ritmica (1992–presente)
- John Ulhoa - chitarra, chitarra acustica, voci e cori, cavaquinho (1992–presente)
- Ricardo Koctus - basso, cori, pandeiro (1992–presente)
- Glauco Nastácia - percussioni (2014–presente)
- Richard Neves - tastiere, pianoforte (2016–presente)

### Ex membri
- Dudu Tsuda - tastiere, pianoforte (2008–2009)
- Xande Tamietti - percussioni (1996–2014)
- Lulu Camargo - tastiere, pianoforte (2005–2016)
- André Abujamra - chitarra, pianoforte (1996-1998)
- Hugo Hori - sassofono (1996)
- Tiquinho - tromba (1996)
- Sérgio Bartolo - basso (1996)
- Haroldo Ferreti - percussioni (1993)

## Discografia

### Album in studio
- Rotomusic de Liquidificapum (1993)
- Gol de Quem? (1995)
- Tem Mas Acabou (1996)
- Televisão de Cachorro (1998)
- Isopor (1999)
- Ruído Rosa (2001)
- Toda Cura para Todo Mal (2005)
- Daqui Pro Futuro (2007)
- Música de Brinquedo (2010)
- Não Pare Pra Pensar (2014)

### Album live
- MTV ao Vivo - Pato Fu no Museu de Arte da Pampulha (2002)
- Música de Brinquedo Ao Vivo (2011)

### DVD
- MTV ao Vivo - Pato Fu no Museu de Arte da Pampulha (2002)
- Video Clipes (2004)
- Toda Cura para Todo Mal (2007)
- Extra! Extra! (2009)
- Música de Brinquedo Ao Vivo (2011)